# Zuschlagmarke (Berlin)
Die Landespostdirektion Berlin gab zwischen 1949 und 1954 unter der Aufschrift Deutsche Post sowie von 1955 bis 1990 unter der Aufschrift Deutsche Bundespost Berlin insgesamt 286 Zuschlagmarken von insgesamt 879 Postwertzeichen heraus, was ungefähr 32,54 % aller verausgabten Marken von Berlin entspricht. Hiervon muss die Steuermarke „Notopfer Berlin“ unterschieden werden.
Die meisten Zuschlagmarken sind mit den Serien Jugend mit 108 Marken, Wohlfahrtspflege (106), Sport (29), Weihnachten (22) und Tag der Briefmarke (5) verbunden. Weitere 15 Werte sowie ein Block lassen sich keiner mehrjährigen Serie zuordnen und sind in diesem Artikel aufgelistet. Alle weiteren sind in den entsprechenden verlinkten Artikeln aufgeführt.
Die Marken auf dem Briefmarkenblock (Michel-Block-Nr. 1) haben insgesamt einen Wert von 0,75 DM. Der Block wurde jedoch für 1,– DM verkauft, damit erhöht sich der eigentliche Zuschlag um weitere 25 Pfennige.

## Marken
Aufgelistet sind lediglich die Markenmotive, die nur in Berlin erschienen sind. Das Verhältnis der Größe der Briefmarken zueinander ist in diesem Artikel annähernd maßstabsgerecht dargestellt.
| Bild | Beschreibung | Werte in Pfennig | Ausgabe- datum    | gültig bis        | Auflage   | Entwurf      | MiNr. |
| ---- | --- | ---------------- | ----------------- | ----------------- | --------- | ------------ | ----- |
|      | Zuschläge für die Berliner Währungsgeschädigten - Opferschale vor dem Berliner Bären                                                                                  | 10+5             | 1. Dezember 1949  | 30. Juni 1951     | 159.795   | Goldammer    | 68    |
|      | - Opferschale vor dem Berliner Bären | 20+5             | 1. Dezember 1949  | 30. Juni 1951     | 98.083    | Goldammer    | 69    |
|      | - Opferschale vor dem Berliner Bären | 30+5             | 1. Dezember 1949  | 30. Juni 1951     | 164.105   | Goldammer    | 70    |
|      | Wiederaufbau der Berliner Philharmonie - Harfe und Lorbeerzweig | 10+5             | 29. Oktober 1950  | 31. Dezember 1953 | 500.000   | Goldammer    | 72    |
|      | - Genter Altar (Ausschnitt) von Jan (um 1390–1441) und möglicherweise auch seinem Bruder Hubert van Eyck (um 1370–1426)                                               | 30+5             | 29. Oktober 1950  | 31. Dezember 1953 | 500.000   | Leon Schnell | 73    |
|      | Kaiser-Wilhelm-Gedächtniskirche - die Kirche auf dem Breitscheidplatz vor der Zerstörung                                                                              | 4+1              | 9. August 1953    | 31. Dezember 1955 | 1.200.000 | Goldammer    | 106   |
|      | - die Kirche auf dem Breitscheidplatz vor der Zerstörung | 10+5             | 9. August 1953    | 31. Dezember 1955 | 450.000   | Goldammer    | 107   |
|      | - die Kirche auf dem Breitscheidplatz nach der Zerstörung im Zweiten Weltkrieg                                                                                        | 20+10            | 9. August 1953    | 31. Dezember 1955 | 450.000   | Goldammer    | 108   |
|      | - die Kirche auf dem Breitscheidplatz nach der Zerstörung im Zweiten Weltkrieg                                                                                        | 30+15            | 9. August 1953    | 31. Dezember 1955 | 300.000   | Goldammer    | 109   |
|      | 25 Jahre Bistum Berlin - Figur des Bischofs St. Otto, (1060–1139), auch Apostel der Pommern genannt Zuschläge zugunsten des Wiederaufbaus im Krieg zerstörter Kirchen | 7+3              | 26. November 1955 | 31. Dezember 1957 | 1.300.000 | Gerhardt     | 132   |
|      | - Figur der Herzogin St. Hedwig, (1174–1243), auch Schutzpatronin von Görlitz                                                                                         | 10+5             | 26. November 1955 | 31. Dezember 1957 | 1.300.000 | Gerhardt     | 133   |
|      | - Figur des Apostels St. Petrus, 1. Bischof von Rom | 20+10            | 26. November 1955 | 31. Dezember 1957 | 1.300.000 | Gerhardt     | 134   |
|      | Berlinhilfe für die Hochwassergeschädigten - Freiheitsglocke (entspricht MiNr. 77, 1951, in anderer Farbe und mit Aufdruck)                                           | 20+10            | 9. August 1956    | 31. Dezember 1957 | 1.500.000 | Leon Schnell | 155   |
|      | Männer aus der Geschichte Berlins (II) - Ludwig Heck (1860–1951) Biologe und Zoodirektor in Berlin die einzige Zuschlagmarke (für den Berliner Zoo) in diesem Satz    | 20+10            | 7. September 1957 | 30. Juni 1960     | 2.000.000 | Degner       | 168   |
|      | zu Gunsten des Müttergenesungswerkes Elly Heuss-Knapp, (1881–1952), Gründerin des Deutschen Müttergenesungswerkes                                                     | 20+10            | 30. November 1957 | 31. Dezember 1959 | 2.000.000 | Schnell      | 178   |